# Petovia dichroaria
Petovia dichroaria är en fjärilsart som beskrevs av Herrich-Schäffer 1854. Petovia dichroaria ingår i släktet Petovia och familjen mätare. Inga underarter finns listade i Catalogue of Life.